# Time Actor
Time Actor è un album in studio del progetto Richard Wahnfried, pubblicato nel 1979.

## Il disco
Fu la prima uscita di questa formazione, che vide quale unico membro permanente Klaus Schulze. Gli ospiti che parteciparono alle sessioni di Time Actor includono il cantante Arthur Brown e il tastierista Vincent Crane.
Venne ristampato nel 1990 con una traccia in più e il titolo alternativo Time Actor: Pop Meets Art.

## Tracce
Musiche di Klaus Schulze.
1. Time Actor – 8:58
2. Time Factory – 10:39
3. Charming the Wind – 4:48
4. Grandma's Clockwork – 4:08
5. Distorted Emission 1 – 5:29
6. The Silent Sound of the Ground – 15:02
7. Time Echoes – 8:20
8. Agamemory[3] – 8:24

## Formazione
- Klaus Schulze - sintetizzatori
- Arthur Brown - voce
- Vincent Crane tastiere
- Wolfgang Tiepold - violoncello
- Michael Shrieve - percussioni